# Organizația Meteorologică Mondială
Organizația Meteorologică Mondială (OMM), (în engleză World Meteorological Organization, WMO) este un organism specializat al Organizației Națiunilor Unite, care are 187 de țări membre. Președintele Congresului Meteorologic Mondial, organul său suprem, este Gerhard Adrian ca succesor al lui David Grimes. Organizația are sediul la Geneva, Elveția.
A urmat Organizația Meteorologică Internațională, fondată în 1873, o organizație neguvernamentală. Reformele statutului și ale structurii au fost propuse începând cu anii 1930, culminând cu Convenția Meteorologică Mondială semnată la 11 octombrie 1947, care a intrat în vigoare la 23 martie 1950. A devenit oficial Organizația Meteorologică Mondială la 17 martie 1951 și a fost desemnată agenție specializată al Organizației Națiunilor Unite. 